# サイモン・ハーコート (初代ハーコート子爵)

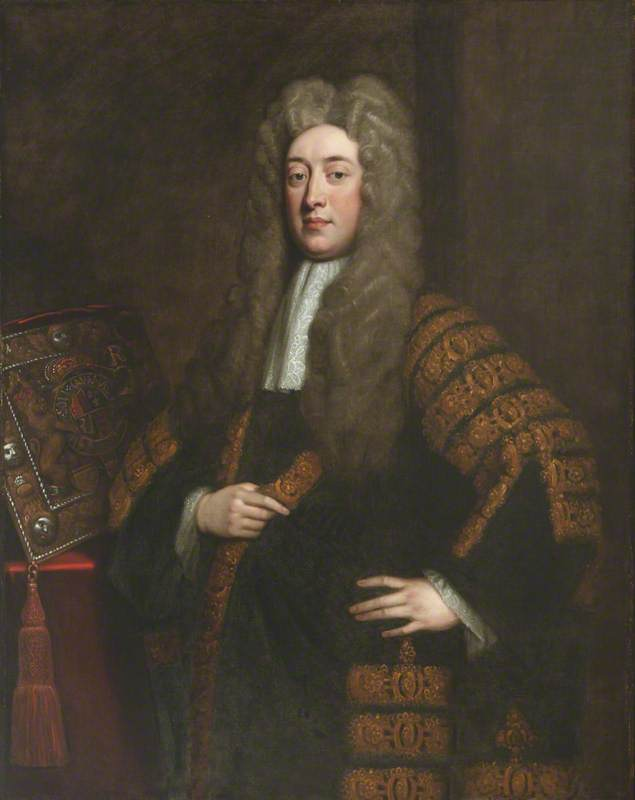
ゴドフリー・ネラーによる肖像画、1713年以降。

初代ハーコート子爵サイモン・ハーコート（英語: Simon Harcourt, 1st Viscount Harcourt PC、1661年12月 – 1727年7月29日）は、イギリスの法律家、政治家、貴族。法務次官、法務長官、国璽尚書、大法官を歴任し、1711年にハーコート男爵に、1721年にハーコート子爵に叙された。

## 生涯

### 初期の経歴
サー・フィリップ・ハーコート（Sir Philip Harcourt、1688年4月没）と1人目の妻アン・ウォラー（Anne Waller、サー・ウィリアム・ウォラーの娘）の息子として、1661年に生まれた。1677年3月30日にオックスフォード大学ペンブルック・カレッジに入学、1679年1月21日にB.A.の学位を修得、1702年8月27日にD.C.L.の学位を授与された。また、1676年4月16日にインナー・テンプルに入学、1683年11月25日に法廷弁護士の資格を授与された後、1702年にインナー・テンプルの評議員（bencher）に就任した。1688年に父が死去すると、その遺産を継承したが、土地が1672年に抵当に入れられ、スタントン・ハーコートの地所も継母が所有している（1713年に継母が死去してハーコートが継承したときには荒廃している状態であり、結局放棄された）など、家計が苦しい状態であった。

### 庶民院議員として
弁護士としての才能を評価されたか、1687年6月から12月までと1689年10月から1711年4月までの2度にわたってアビンドン市裁判所判事を務めた。アビンドン選挙区では名誉革命以降ホイッグ党とトーリー党が選挙区の掌握を目指して争ったが、1689年10月1日のハーコートの任命に伴いトーリー党が優勢になり、1690年2月の総選挙でハーコートが無風当選した（ただし、アビンドンでの政争がなくなったわけではなかったという）。初代カーマーゼン侯爵トマス・オズボーンはハーコートの当選がイングランド国教会の支持によるものとしている。
当選直後の1690年4月2日にはじめて演説して、歳出委員会に対し「議会の許可なく地税を徴収しない」よう指示することを支持した後、9日には貴族院のウィリアム3世とメアリー2世の即位を承認する法案について委員会に付託すべきと発言、26日の聖職、文官、軍職就任時に放棄の誓約（oath of abjuration、ジェームズ2世の子孫の継承権を否定する誓約）を義務化する法案の第二読会では「忠誠の宣誓（oath of allegiance、現国王への忠誠を誓う宣誓）を『ごまかす』（equivocate）用意のある者はさらなる宣誓を導入しても同様の行動をとる」と指摘し、さらなる宣誓の導入は逆に政府への支持を動揺させると述べた。その後も（イギリス東インド会社とは別の）東インド会社の設立に反対（1691年1月8日）など多くの弁論で発言し、1695年イングランド総選挙で無投票当選した。
1696年に第3代準男爵サー・ジョン・フェンウィックの私権剥奪に反対した。1698年イングランド総選挙ではオックスフォード大学選挙区への出馬を打診されたが、サー・ウィリアム・トランブルが出馬に前向きであると知ると辞退した。議会活動により名声を得たため、庶民院議長就任の噂が出回り、（それを阻止すべく対立候補を立てられるため）アビンドン選挙区の議席が盤石でなくなったことが、ハーコートが打診をすぐに断らなかった一因とされる。結局アビンドン選挙区のみでの出馬となったが、第5代ウォートン男爵トマス・ウォートンの後援を得たウィリアム・ハックスが対立候補となり、一旦ハーコートの当選が宣言されたもののハックスが選挙申し立てをした（1698年12月12日）ため、ハーコートの当選が最終的に確定するのは1699年3月3日のこととなった。このことはハーコートの議会活動の妨げになり、庶民院議長就任も噂止まりとなった。同年4月、オックスフォード大学とケンブリッジ大学の書籍出版を紙税法案から除外することを支持した。常備軍の解散を支持するなど政見が近いため、この頃よりロバート・ハーレー（後の初代オックスフォード＝モーティマー伯爵）に接近するようになった。

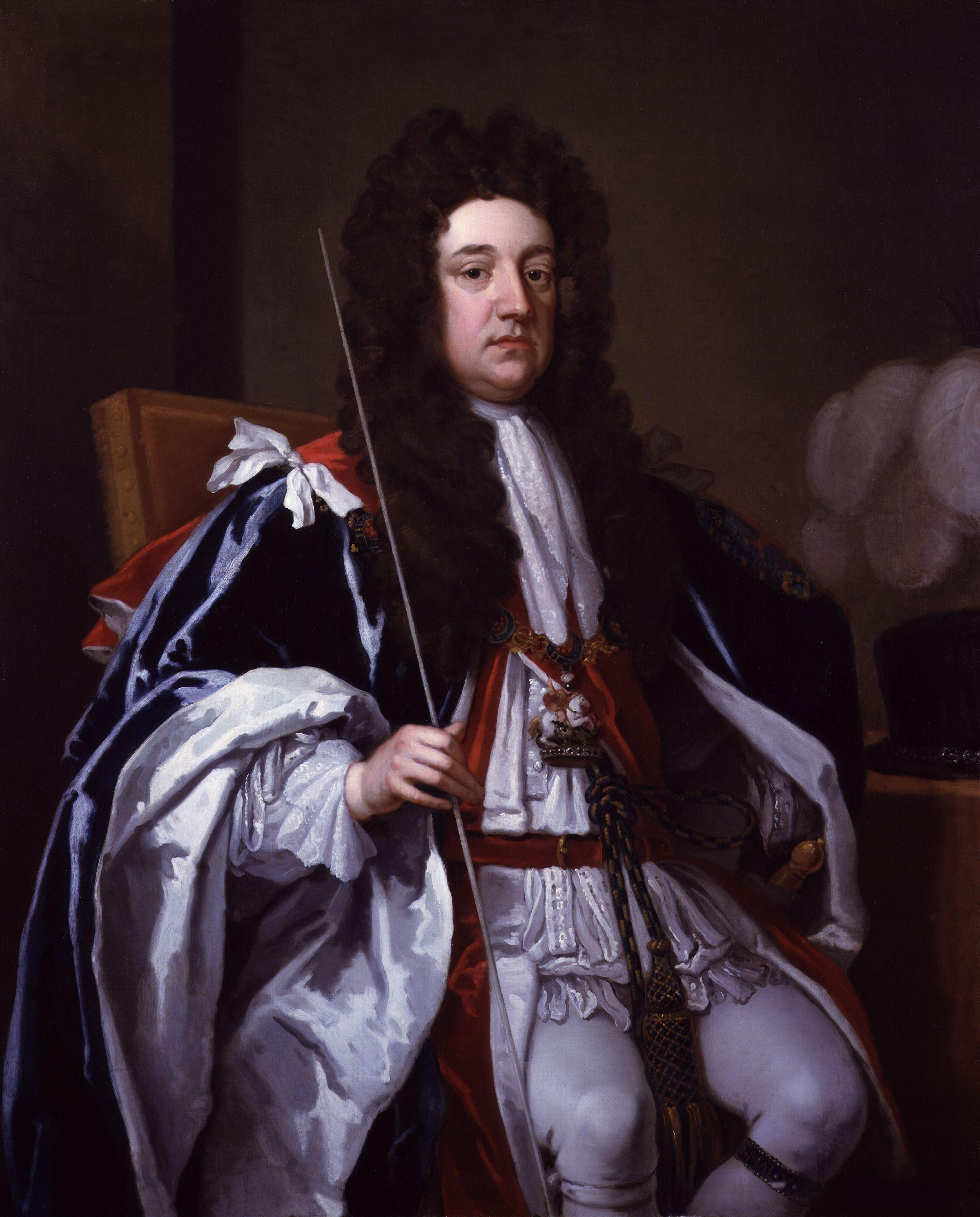
初代ゴドルフィン男爵シドニー・ゴドルフィン（1706年より初代ゴドルフィン伯爵）、ゴドフリー・ネラー作、1700年代。

1700年4月に大法官の初代サマーズ男爵ジョン・サマーズが罷免されると、内閣改造の噂が流れ、ハーコートも法務次官の候補として挙げられたが、国務大臣ジェームズ・ヴァーノンはハーコートの任命がホイッグ党に受け入れられないことを理由に反対、一方ハーレーはハーコートを任命しないと彼がハイ・トーリーに走ってしまうことを恐れた。同年12月に初代ロチェスター伯爵ローレンス・ハイドと初代ゴドルフィン男爵シドニー・ゴドルフィンが入閣するとハーコートの法務次官任命の噂が再び流れ、議会解散を予想した者はハーコートを次期庶民院議長の候補として挙げた。ハーコートは1701年1月イングランド総選挙で無投票当選したが、庶民院議長選挙ではハーレーがトーリー党候補になり、ハーコートは立候補しなかった。1701年6月にサー・エドワード・ノーシーが法務長官に任命されたが、ハーコートはこのときも法務長官の候補として名前を挙げられていた。同年のサマーズ男爵弾劾裁判を主導したことでトーリー党内での名声が高まり、翌年にウィリアム3世が死去してアン女王が即位すると、ハーコートは5月30日に法務次官に就任、6月1日に勲爵士に叙された。

### 法務次官、法務長官として
法務次官就任の最も直接的な影響はハーコートが野党から与党になったことであり、また法務次官の業務に専念するため、法案の起草に関わる頻繁さに反比例して法案を通過させるための弁論での発言が少なくなった。1702年の第一次便宜的国教徒禁止法案と1703年の第二次法案に賛成、1704年5月に一時熱病を患ったもののすぐに回復した。1704年にハーレーが北部担当国務大臣として入閣するとハーレーがトーリー党を裏切ったとして批判の声が上がり、一時はハーレーを庶民院議長から引きずり降ろしてハーコートを就任させる動きもあったが、ハーコートではなくウィリアム・ブロムリーを選ぶ声もあった（結果的にはハーレーがこの危機を切り抜け、議長に留任した）。
1705年イングランド総選挙ではアビンドン選挙区でホイッグ党のグレイ・ネヴィルに敗れたが、代わりにボッシニー選挙区で当選した。この総選挙でホイッグ党が勝利したため、ハーコートを解任するとの圧力がかけられたが、ハーレーが介入して彼を守った。1706年4月5日にオックスフォードシャー副統監に任命された後、8日にイングランド王国とスコットランド王国の合同交渉におけるイングランド代表の1人に任命され、7月にロンドンでスコットランドとの合同条約に署名した。1707年に合同法の審議に関わり、またゴドルフィンと初代マールバラ公爵ジョン・チャーチルが連立内閣の維持に前向きだったため、1707年4月に法務長官に任命された。同年にスコットランド枢密院の存廃が庶民院で弁論され、ハーコートはハーレー、庶民院議長ジョン・スミス、財務大臣ヘンリー・ボイルとともに存続を主張したが、カントリ派ホイッグ党とハイ・トーリーは廃止を強硬に主張し、結局廃止する運びとなった。

### 1708年から1710年までの野党期

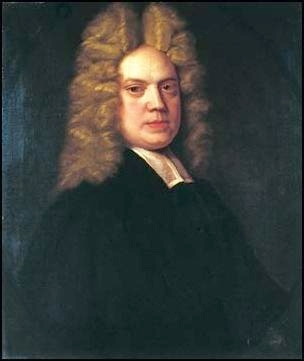
ヘンリー・サシェヴェレルの肖像画、トマス・ギブソン作、1710年。

1708年に内閣が分裂し、ゴドルフィンとハーレーが決裂すると、ハーレーの罷免とともにハーコートも2月12日に辞任した。この時期の議会では1707年のアルマンサの戦いの時点でスペインに駐留しているイギリス軍の人数が注目されており、ハーコートはそれまで内閣へのダメージを減らそうと努力したが、調査の結果が出た2月24日にはハーコートがすでに辞任しており、内閣を支持する義務がなくなったため、トーリー党員からの政府を攻撃する動議に（ハーレーとともに）賛成した。同年の総選挙では野党に転じたためボッシニー選挙区での政府からの支持を期待できず、アビンドン選挙区で立候補して辛勝した。しかし、対立候補が選挙申し立てをするのは確実であり、選挙申し立ての結果ハーコートは1709年1月20日に逆転落選した。選挙情勢ではホイッグ党有利なのは確実だったため、ハーコートは演説によるプロパガンダ戦に転じ、世論の支持を勝ち得た。とあるスコットランド人トーリー党員が「誰が正当なのはわからないが、党が勝ってくるのでそれを知ってもあまり役に立たない。サー・サイモン・ハーコートの件については、彼が多数（の票を得たのは）確実だったが、トーリー党員であるがために助からなかったのだ」とコメントしたように、ハーコートのプロパガンダ戦は選挙申し立てでは役に立たなかったが、1710年から1711年にかけてジョナサン・スウィフトなどの論客がホイッグ党を攻撃したときは大いに役に立ったという。また、ハーコートが庶民院議員ではなくなったことで、ヘンリー・サシェヴェレルの弾劾裁判でサシェヴェレルの首席弁護士を務められるという意味でも、ハーコートへの攻撃は結果的にホイッグ党のミスになった。
1710年2月、ハーコートはカーディガン選挙区の補欠選挙に出馬して当選したが、当選が宣告されるとサシェヴェレルの弁護士を務められなくなるため、2月22日に当選したにもかかわらず正式な当選宣告は3月3日の答弁演説の後まで延期された。サシェヴェレル裁判におけるハーコートの演説は大いに期待されており、裁判の初日にハーコートが演説したとき、演説の内容がサシェヴェレルの準備したものであるとわかると、出席した貴族は落胆したという。演説はトーリー党員が「古代ギリシアやローマの雄弁と少なくとも同等である」と称賛し、ジャコバイトのジョージ・ロックハートすらハーコートが「なすべき最善の弁護をした」と称えた。そして、3月3日の演説の後、カーディガン選挙区での当選が宣告され、ハーコートはサシェヴェレルの弁護から手を引いた。サシェヴェレルは謝礼としてハーコートに金メッキの水盤を贈り、以降ハーコートはサシェヴェレルのパトロンになった。
また、1710年にニューナム・コートネイの地所を購入したが、ハーコートはそれまでの邸宅があるスタントン・ハーコート近くのコークソープ（Cokethorpe）から移住しなかった。アン女王はコークソープでハーコートを訪れたことがあったという。

### ハーレー政権において
1710年8月10日、ハーレーが財務大臣に任命され、以降1714年まで実質的に首相を務めた。ハーレーはすぐにトーリー党員のみの組閣に取り組み、ハーコートは大法官就任が噂されたが、彼自身は大法官就任には反対で、法務長官への復帰のみ望んだ。噂自体はハーコートが8月下旬に目の手術を受けたことで沈静化したが、目の問題が大法官に就任しない口実、あるいは交渉の材料だった可能性もある。アン女王が大法官の初代クーパー男爵ウィリアム・クーパーの留任を望んだため、ハーレーにとってもハーコートの態度は望ましいことであり、ハーコートは9月16日に法務長官に就任した。初代ハリファックス伯爵チャールズ・モンタギュー（ホイッグ党員で、ハーコートの前任の法務長官サー・ジェームズ・モンタギューの兄）が16日にクーパーの留任に一縷の望みを寄せ、ジョナサン・スウィフト（文人、トーリー党員）が15日にハーコートが国璽尚書に任命されたと誤報して17日に訂正、ハーレーとクーパーがそれぞれ留任の意向を示す（18日と22日）など、この時点ではクーパー留任が決定されたように見えた。しかし、議会解散が決まると、クーパーは一転して23日に辞任した。そして、ハーコートと民事訴訟裁判所大法官トマス・トレヴァーが国璽尚書への就任を拒否すると、国璽尚書の職は委員会制（in commission）になり、大法官の職も29日に委員会制になった。その後、ハーコートは10月9日に貴族院に初登院した。
ハーレーが同時期に議会を解散させたため1710年イギリス総選挙が行われ、ハーコートはアビンドン選挙区で返り咲き当選となった。ハーコートは未だに大法官就任に反対したが、ハーレーの説得もあり結局10月16日に国璽尚書に就任した。19日、枢密顧問官に任命された。国璽尚書に就任したことで、貴族でなかったにもかかわらず貴族院議員になり、その結果としてハーコートの就任初期は貴族院における役割が限定的なものであった。1711年5月23日にハーレーが初代オックスフォード＝モーティマー伯爵に叙される前後よりハーコート叙爵の噂が流れたが、第2代クイーンズベリー公爵ジェイムズ・ダグラス（1711年7月6日没）、初代ニューカッスル公爵ジョン・ホールズ（1711年7月15日没）、初代ジャージー伯爵エドワード・ヴィリアーズ（1711年8月25日没）など大物政治家の死が相次いだため遅れが生じ、ハーコートは1711年9月3日にようやくグレートブリテン貴族であるオックスフォードシャーにおけるスタントン・ハーコートのハーコート男爵に叙された。
1711年12月、第4代ハミルトン公爵ジェイムズ・ハミルトンがグレートブリテン貴族であるブランドン公爵位に基づき貴族院に議席を有するとの決議に賛成した。スペイン継承戦争におけるフランスとの単独講和について1712年9月26日の閣議で議論され、オックスフォード伯爵と初代ボリングブルック子爵ヘンリー・シンジョンの意見が異なったとき、ハーコートはオックスフォード伯爵を支持した。1713年4月7日、国璽尚書から正式の大法官に昇格した。同年夏、オックスフォード伯爵は来たる総選挙に備えて内閣改造を提案、自身の盟友であるマー伯爵、フィンドレイター伯爵、ウィリアム・ブロムリー、第3代準男爵サー・ウィリアム・ウィンダム、ロバート・ベンソンを任命しようとしたが、ボリングブルック子爵とハーコートを怒らせる結果となり、ハーコートはフィンドレイター伯爵のスコットランド国璽尚書への任命に大法官の印章を押さないと述べたほどだった。ハーコートはこの頃よりボリングブルック子爵に接近、1714年4月末にはオックスフォード伯爵が「ハーコート男爵とボリングブルック子爵はジャコバイトに同情的」との噂を流して2人を攻撃した。7月にはハーコートとオックスフォード伯爵の関係が完全に決裂し、15日に長い会議ののち友好的に別れたが、ハーコートはその夜に「悪態をついた」（kissed him at parting and cursed him at night）という。さらに24日には2人が口論になり、オックスフォード伯爵がハーコートに復讐すると何度も誓ったという。オックスフォード伯爵は27日に辞任したが、アン女王に謁見した帰りにハーコートに会い、再び彼を罵ったという。ハーコートとオックスフォード伯爵の争いは結果的に初代シュルーズベリー公爵チャールズ・タルボットが大蔵卿に就任するときの一助となった。

### ハノーヴァー朝において
1714年8月にアン女王が死去してジョージ1世が即位すると、摂政官（Lord Justice）たちはハーコートを大法官に再任したが、ハーコートはジョージ1世がロンドンに到着した翌日にあたる9月21日に解任され、コークソープ（Cokethorpe）に引退して、文人との交流を深めた（ジョナサン・スウィフト、アレキサンダー・ポープ、ジョン・ゲイ、マシュー・プライアーなどの作家が度々訪れてきたという）。
政界においてはホイッグ党の内部分裂に乗じて、1717年のオックスフォード伯爵の弾劾で庶民院と貴族院の不和を煽動して否決に追い込んだ。ホイッグ党員でありながら、このときは野党に転じていたロバート・ウォルポールがオックスフォード伯爵の弾劾否決についてハーコートに協力したため、2人は利害が一致し、ハーコートはウォルポールに取り入ることに成功した。1721年9月11日、ハーコートはグレートブリテン貴族であるオックスフォードシャーにおけるスタントン・ハーコートのハーコート子爵に叙され、1722年8月25日に枢密顧問官に再び任命された。さらに1723年にはボリングブルック子爵の恩赦を勝ち取るために奔走した。また、ジョージ1世は度々ハノーファー選帝侯領に帰国したが、ハーコートは1723年、1725年、1727年の3度にわたって摂政官（Lord Justice）の1人を務めた。
1727年7月23日にウォルポールを訪れたとき、麻痺をおこしてハーコート・ハウスに搬送され、29日に同地で死去、8月4日にスタントン・ハーコートで埋葬された。急死だったこともあり、最後の貴族院登院は死去から12日前の1727年7月17日だった。長男サイモンに先立たれたため、孫サイモンが爵位を継承した。

## 評価

### 同時代の人物
プリンツ・オイゲンは1712年にイングランドを訪れたとき、ハーコートを「わずかな資産を持つ地方のジェントルマンではあるものの、良い弁護士でもある」と評価したが、マールバラ公爵夫人サラ・チャーチルは1710年頃にハーコートを「自身の専門ではすぐれた能力と名声を持つものの、それ以外ではからっきしで、高位にいないときは常に強欲という評価だった」と酷評した。ホイッグ党員からは「野心的というよりは強欲で、政治においては彼の目と同じように盲目である」とされ、トーリー党員からもホイッグ党主導のハノーヴァー朝で官職に就いたことについての評価が厳しく、ボリングブルック子爵の風刺の対象になっている。

### 後世
法制史家のウィリアム・サール・ホールズワース（1871年 – 1944年）はハーコートが「腕利きの政治家で有能な法律家」であり、「演説家と弁護士としても[...]素晴らしいときがある」と評価した。一方、『ブリタニカ百科事典第11版』はハーコートが「偉大な法律家ではなかったものの、素晴らしい演説者としての名声がある」との評価を下した。
『英国下院史』は下記の評価を下している。ハーコートの政治経歴においてキーとなったのは1701年であり、それまでの10年間をバックベンチャー（役職のない平議員）として過ごした結果、ハーコートはトーリー党が国王の歓心を得る努力を損なわないよう演説の対象を適切に選べるようになった。以降は（政府、または党派への）忠義と原則のバランス取りに苦心したが、最終的に4,000ポンドの年金を受給しつつ、摂政官（Lord Justice）の1人として在職中に死去したのはボリングブルック子爵とオックスフォード伯爵ではなくハーコート子爵であることをみるに、ハーコートの法律家としての能力と政治家としての洞察力が窺える。

## 家族
1680年10月18日、レベッカ・クラーク（Rebecca Clark、1687年5月16日埋葬、トマス・クラークの娘）と結婚、1男2女をもうけた。この結婚はロンドンで行われた秘密結婚だったという。
- サイモン（英語版）（1684年 – 1720年） - 庶民院議員、子供あり。第2代ハーコート子爵サイモン・ハーコート（後の初代ハーコート伯爵）の父
- アン - ジョン・バーロー（John Barlow）と結婚
- アラベラ（Arabella） - ハーバート・オーブリー（Herbert Aubrey）と結婚

1695年以降、エリザベス・スペンサー（Elizabeth Spencer、1657年頃 – 1724年6月16日、リチャード・スペンサーの娘）と再婚した。その死後の1724年9月30日、エリザベス・ヴァーノン（Elizabeth Vernon、1678年頃 – 1748年7月12日、サー・トマス・ヴァーノンの娘）と再婚した。